# Lexmark Indy 300 2005
Lexmark Indy 300 2005 var den tolfte och näst sista deltävlingen i Champ Car 2005. Racet Gold Coast Indy 300 kördes den 24 oktober på Surfers Paradises gator. Sébastien Bourdais tog en poäng i kvalet på fredagen, och behövde bara starta racet för att säkra titeln, vilket han också gjorde. Han kom sedan att vinna tävlingen före A.J. Allmendinger, med Jimmy Vasser på tredje plats. Det var 1996 års mästare Vassers sista pallplats i Champ Car.

## Slutresultat
| Plats | Förare             | Team                | Grid | Kvaltid  |
| ----- | ------------------ | ------------------- | ---- | -------- |
| 1     | Sébastien Bourdais | Newman/Haas Racing  | 2    | 1.33,211 |
| 2     | A.J. Allmendinger  | RuSPORT             | 6    | 1.33,250 |
| 3     | Jimmy Vasser       | PKV Racing          | 8    | 1.33,703 |
| 4     | Alex Tagliani      | Team Australia      | 9    | 1.34,137 |
| 5     | Oriol Servià       | Newman/Haas Racing  | 1    | 1.32,616 |
| 6     | Timo Glock         | Rocketsports Racing | 10   | 1.34,554 |
| 7     | Justin Wilson      | RuSPORT             | 7    | 1.33,360 |
| 8     | Ronnie Bremer      | Dale Coyne Racing   | 15   | 1.35,406 |
| 9     | Ricardo Sperafico  | Dale Coyne Racing   | 18   | 1.35,711 |
| 10    | Andrew Ranger      | Conquest Racing     | 17   | 1.35,645 |
| 11    | Marcus Marshall    | Team Australia      | 13   | 1.34,854 |
| 12    | Michael McDowell   | Rocketsports Racing | 16   | 1.35,415 |
| 13    | Rodolfo Lavín      | HVM Racing          | 12   | 1.34,780 |
| 14    | Nelson Philippe    | Conquest Racing     | 14   | 1.34,947 |
| 15    | Will Power         | Team Australia      | 11   | 1.34,599 |
| 16    | Fabrizio del Monte | HVM Racing          | 19   | 1.36,268 |
| 17    | Paul Tracy         | Forsythe Racing     | 5    | 1.32,976 |
| 18    | Mario Domínguez    | Forsythe Racing     | 3    | 1.32,667 |
| 19    | Cristiano da Matta | PKV Racing          | 4    | 1.32,753 |